# Toy Story – Elfeledett világ
A Toy Story – Elfeledett világ  (eredeti cím: Toy Story That Time Forgot) 2014-ben bemutatott  amerikai 3D-s számítógépes animációs rövidfilm, amelynek rendezője és írója Steve Purcell, a producere Galyn Susman, a zeneszerzője Michael Giacchino. A rövidfilm a Pixar Animation Studios, a Walt Disney Television Animation és a Walt Disney Pictures gyártásában készült, a Disney–ABC Domestic Television forgalmazásában jelent meg. Műfaját tekintve filmvígjáték és kalandfilm.
Amerikában 2014. december 2-án mutatták be, Magyarországon az HBO GO-n mutatták be előbb 2017. december 28-án, később pedig tévés premierként az HBO 2 tűzte műsorra 2017. december 31-én.

## Szereplők
| Szereplő          | Eredeti hang                 | Magyar hang         |
| ----------------- | ---------------------------- | ------------------- |
| Woody             | Tom Hanks                    | Stohl András        |
| Buzz Lightyear    | Tim Allen                    | Dörner György       |
| Trixi             | Kristen Schaal               | Balsai Mónika       |
| Bonnie            | Emily Hahn                   | Pál Zsófia          |
| Reptillus Maximus | Kevin McKidd                 | Barabás Kiss Zoltán |
| Rex               | Wallace Shawn                | Lippai László       |
| Főpap             | Steve Purcell                | Reviczky Gábor      |
| Mason             | R.C. Cope                    | Berecz Kristóf Uwe  |
| Krumplifej        | Don Rickles (utolsó szerepe) | Forgács Gábor       |
| Tüsi úr           | Timothy Dalton               | Kautzky Armand      |
| Bonnie anyja      | Lori Alan                    | Kisfalvi Krisztina  |
| Jessie            | Joan Cusack                  | Zsigmond Tamara     |
| Mason apja        | Ron Bottitta                 | Pál Tamás           |
| Angyalcica        | Emma Hudak                   | Nagy Míra           |
| Üllőagy           | Jonathan Kydd                | Kassai Károly       |
| A nagy álmodó ős  | TBA                          | Kisfalusi Lehel     |